# Pseudobunaea meloui
Pseudobunaea meloui är en fjärilsart som beskrevs av Riel 1910. Pseudobunaea meloui ingår i släktet Pseudobunaea och familjen påfågelsspinnare. Inga underarter finns listade i Catalogue of Life.